# Serie B i fotboll 1973/1974

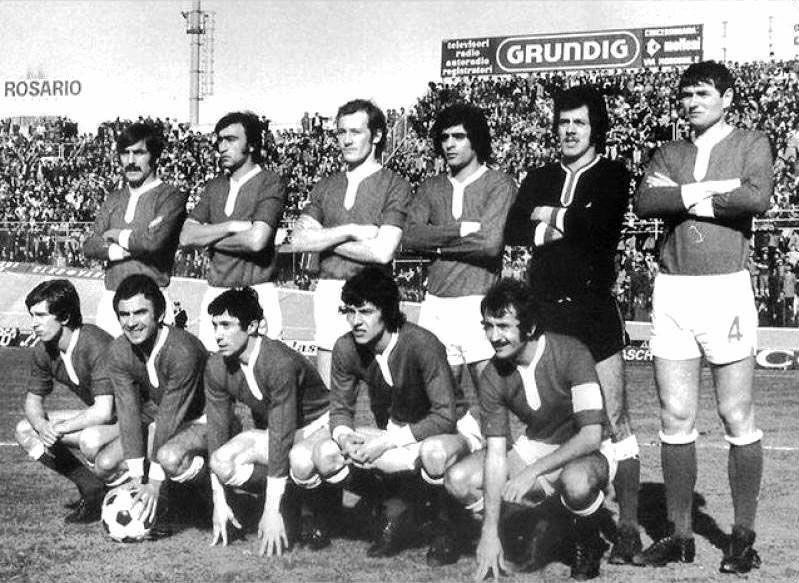
Varese 1973/1974

Serie B i fotboll 1973/1974 innebar att Varese, Ascoli och Ternana gick till Serie A.

## Slutställning
| P   | Team      | Spelade | Vinst | Oavgjort | Förlust | Gjorda mål | Insläppta mål | Målskillnad | Poäng | Notering     |
| --- | --------- | ------- | ----- | -------- | ------- | ---------- | ------------- | ----------- | ----- | ------------ |
| 1.  | Varese    | 38      | 18    | 15       | 5       | 51         | 28            | +33         | 51    | Till Serie A |
| 1.  | Ascoli    | 38      | 16    | 19       | 3       | 41         | 22            | +19         | 51    | Till Serie A |
| 3.  | Ternana   | 38      | 18    | 14       | 6       | 46         | 20            | +16         | 50    | Till Serie A |
| 4.  | Como      | 38      | 15    | 16       | 7       | 37         | 27            | +10         | 46    |              |
| 5.  | Parma     | 38      | 10    | 19       | 9       | 39         | 32            | +7          | 39    |              |
| 5.  | Taranto   | 38      | 11    | 17       | 10      | 27         | 26            | +1          | 39    |              |
| 5.  | Palermo   | 38      | 9     | 21       | 8       | 35         | 42            | -7          | 39    |              |
| 8.  | Novara    | 38      | 12    | 14       | 12      | 33         | 34            | -1          | 38    |              |
| 8.  | SPAL      | 38      | 11    | 16       | 11      | 29         | 32            | -3          | 38    |              |
| 10. | Arezzo    | 38      | 12    | 13       | 13      | 42         | 41            | +1          | 37    |              |
| 11. | Atalanta  | 38      | 11    | 14       | 13      | 24         | 24            | 0           | 36    |              |
| 11. | Brescia   | 38      | 10    | 16       | 12      | 35         | 36            | -1          | 36    |              |
| 13. | Catanzaro | 38      | 11    | 13       | 14      | 31         | 37            | -6          | 35    |              |
| 13. | Avellino  | 38      | 11    | 13       | 14      | 34         | 39            | -5          | 35    |              |
| 15. | Perugia   | 38      | 10    | 14       | 14      | 30         | 31            | -1          | 34    |              |
| 15. | Reggiana  | 38      | 9     | 16       | 13      | 30         | 37            | -7          | 34    |              |
| 15. | Brindisi  | 38      | 8     | 18       | 12      | 27         | 37            | -10         | 34    |              |
| 15. | Reggina   | 38      | 10    | 14       | 14      | 20         | 34            | -14         | 34    | Till Serie C |
| 19. | Bari      | 38      | 9     | 10       | 19      | 12         | 26            | -14         | 28    | Till Serie C |
| 20. | Catania   | 38      | 5     | 16       | 17      | 21         | 39            | -18         | 26    | Till Serie C |